# ラムズフェルドのルール
ラムズフェルドのルール（英：Rumsfeld's Rules）は、アメリカ合衆国の政治家ドナルド・ラムズフェルドの7年間にわたる下院議員生活を通じて得た心得のことである。大統領首席補佐官への助言、マスコミ対応、国防長官としてうまくやっていく方法、生き方の指針など8つに大別されており、160以上の「ルール」からなる。ワシントンD.C.の政治関係者の間で知られるのみならず、『ラムズフェルドのルール』として出版され、ビジネスマンの心得などにも応用されている。

## 例
- マスコミからあなたに「あなたはこの件に関してどう考えているのか」と聞かれたときは「大統領はこの件に関してどう考えているのか」と聞かれていると思って答えなさい。
- 手をつけることは手を引くことより簡単である。
- ある問題の解決策が見当たらなく行き詰まったときは、その問題を拡大させなさい。
- ワシントン・ポストの第一面に掲載されたら嫌だと自らが感じるようなことを言ったり、行ったりしてはいけません。
- 大衆に対する信用を大切にしなさい。
- 一流の人間は一流を雇う。二流の人間は三流を雇う。

## 出版
- Rumsfeld's Rules: Collected Wisdom for a Good Life, Donald Rumsfeld (著), Kenneth L. Adelman (著)

ISBN 0743226925